# Bülzig
Bülzig este o comună din landul Saxonia-Anhalt, Germania.